# Reinhard Poensgen

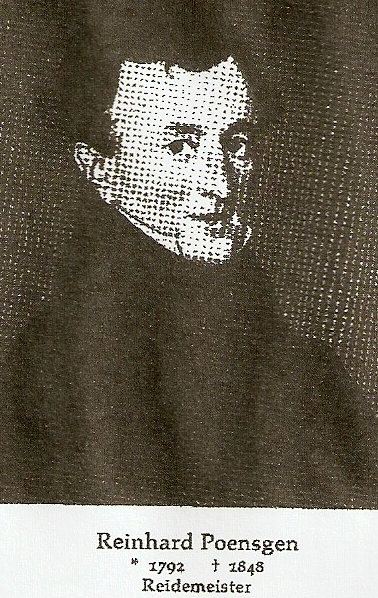
Reinhard Poensgen

Reinhard Poensgen (* 4. September 1792 in Solingen; † 10. Dezember 1848 in Schleiden) war ein deutscher Reidemeister und Fabrikant, der ein maßgebliches Verdienst am Ausbau der Gemünder und Schleidener Eisenindustrie in der ersten Hälfte 19. Jahrhundert hatte.

## Leben und Wirken
Poensgen war der Sohn des Eisenfabrikanten Johann Heinrich Poensgen (1760–1814) und der Johanna Maria Wilhelmina Knecht (1761–1819). Geprägt durch seinen Vater, der in siebter Generation Reidemeister der Eifeler Familie Poensgen war und in Solingen eine Eisenfabrik betrieb, durchlief auch Reinhard Poensgen die Ausbildung zum Eisenfachmann. Bereits 1819 zog es ihn zurück zu seinen Eifeler Wurzeln und er stieg in den Betrieb seines Onkels Johann Heinrich Rotscheidt († 1842) auf der ehemaligen Hütte Eisenau ein und betrieb das „Gemünder Schneidwerk“. In den Jahren 1828 bis 1834 war er hier Betriebsleiter und baute dieses Werk zu einem Puddel- und Walzwerk um. Nach 1834 übernahm er aus betriebswirtschaftlichen Gründen noch ein weiteres Walzwerk sowie die seit 1763 bestehende englische Drahtfabrik „Mariahütte“ in Gemünd. In Zusammenarbeit mit dem Fabrikanten Hoesch in Düren, dem Schaaffhausen’schen Bankverein und dem Handelshaus Carl Joest in Köln organisierte Poensgen einen florierenden An- und Verkauf schottischen Roheisens. Mit seiner vorhandenen Angebotspalette für Stab- und Schneideisen sowie Draht und Bleche zählte das Unternehmen Poensgen nun zu den modernsten und ersten seiner Art in Europa, was schließlich 1839 zu einer Besichtigung durch den preußischen Kronprinzen Friedrich Wilhelm IV. führte. Die Produktionszahlen stiegen rasant und Reinhard Poensgen beschäftigte zeitweise mehr als 300 Mitarbeiter, was einen enormen Wirtschaftsfaktor für diese Region bedeutete. Die Firmengewinne setzte er für den Zukauf von Anteilen an Eisenerzgruben bei Keldenich/Kall, an der Hütte Hellenthal, an der Maschinenfabrik „Dobbs & Poensgen“ seines Bruders Eduard (1806–1871) in Aachen, die 1841 in Liquidation ging, an der Öl- und Walkmühle in Dreiborn sowie durch seine Heirat in die Familie Axmacher an der „Gangforther Hütte“ ein. Nach dem Tod Rotscheidts 1842 führte er alle diese Anteile zur „Handelsgesellschaft Reinhard Poensgen“ zusammen, um sie vor Erb-Auseinandersetzungen zu sichern.
Eine Reihe von Betriebsunfällen und die ungünstige Infrastruktur der abgelegenen Eifeltäler führten jedoch Mitte der vierziger Jahre zu einem massiven Gewinneinbruch, die nach Poensgens Tod 1848 sogar zu einer vorübergehenden Stilllegung seiner Betriebe zwang. Seine zu diesem Zeitpunkt erst 24 und 22 Jahre alten Söhne, Gustav Poensgen und Rudolf Poensgen, übernahmen anschließend zunächst die Produktion und wurden 1855 auf der Pariser Weltausstellung und auf der Münchener Gewerbe-Ausstellung auch mit Preisen ausgezeichnet. Dennoch folgten sie aus wirtschaftlichen Gründen, da sich die Infrastruktur in der Eifel nicht besserte, mit ihrer „Handelsgesellschaft Reinhard Poensgen“ ihrem Verwandten Albert Poensgen nach Düsseldorf, als dieser, der nach seiner Schulzeit eine Lehre bei Reinhard Poensgen absolviert hatte, 1860 sein Röhrenwalzwerk dorthin verlegte. Aus deren gemeinsamer Verschmelzung entstand schließlich 1872 die „Düsseldorfer Röhren- und Eisenwalzwerke AG“.
Reinhard Poensgen war neben seiner Tätigkeit als Firmenleiter auch politisch engagiert, wurde 1828 als Deputierter der Kaufleute in die Gewerbesteuerkommission der Gemeinde Gemünd gewählt und 1836 zum ersten Kreisdeputierten in Schleiden. Darüber hinaus war er Mitbegründer des Vereins zur Förderung der Eisenindustrie und übernahm selbst die Leitung des Eifeldistriktes.

## Familie
Reinhard Poensgen war verheiratet mit Katharina Henriette Axmacher (1796–1850), Tochter des Reidemeisters Paulus Axmacher (* 1746) und der Lucia Cornelia Philippine Rotscheidt (1742–1841). Neben den beiden bereits erwähnten Söhnen hatte er noch sieben Kinder. Einer seiner Enkel Carl Rudolf Poensgen, Sohn von Rudolf Poensgen, wurde ebenfalls ein bedeutender Stahlindustrieller in Düsseldorf wie auch die weiteren Verwandten aus der Vetternlinie Julius Poensgen (1815–1880), Carl Poensgen, Ernst Poensgen (1871–1949) und Helmuth Poensgen (1887–1945).